# Sơn kinh tử Lệ Giang
Sơn kinh tử Lệ Giang (danh pháp hai phần: Malus rockii) là một loài thực vật thuộc chi Hải đường, họ Hoa hồng. Loài này được Rehder miêu tả khoa học đầu tiên năm 1933.. Sơn kinh tử Lệ Giang phân bố ở Tây Tạng, Tứ Xuyên, Vân Nam và những nơi khác ở Trung Quốc đại lục, ở khu vực có độ cao 2.400 mét đến 3.800 mét trên mực nước biển, chủ yếu là trồng ở các thung lũng cây gỗ tạp. Loài này đã được trồng nhân tạo.